# Fuerza Aérea de Mongolia
La Fuerza Aérea de Mongolia (mongol: Монгол Улсын Зэвсэгт Хүчний Агааарын цэрэг ) es la rama del servicio de guerra aérea de las Fuerzas Armadas de Mongolia.

## Historia

### Primeros años y la Segunda Guerra Mundial
El 25 de mayo de 1925, un Junkers F 13 pilotado por el teniente coronel D. Shatarragchaa entró en servicio como el primer avión de la aviación civil y militar de Mongolia, aterrizando en Mongolia ese día. En 1935, los aviones soviéticos tenían una base en el país. En mayo de 1937, la fuerza aérea pasó a llamarse Cuerpo Aéreo de la República Popular de Mongolia. Durante 1939-1945, los soviéticos entregaron Polikarpov I-15, Polikarpov I-16, Yak-9 e Ilyushin Il-2.

### Guerra fría
En 1966, las primeras unidades S-75 Dvina SAM entraron en servicio y la fuerza aérea pasó a llamarse Fuerza Aérea de la República Popular de Mongolia. El MiG-15UTI y el MiG-17, los primeros aviones a reacción de combate en el inventario de Mongolia, entraron en servicio en 1970 y, a mediados de la década de 1970, se unieron 25 MiG-21, Mi-8 y Ka-26. Zhugderdemidiyn Gurragcha, el primer mongol en volar al espacio, nació el 5 de diciembre de 1947 en el asentamiento de Gurvan-Bulak de la provincia de Bulgan, en la familia de un ganadero. Se graduó de una escuela militar de técnicos aeronáuticos en la Unión Soviética. En 1972 se matriculó en la Academia de la Fuerza Aérea Zhukovsky. Después de graduarse de la academia, trabajó como ingeniero de equipos aeronáuticos en un escuadrón aéreo del Ejército Popular de Mongolia. En 1978, Zhugderdemidiyn Gurragcha comenzó a formarse en el centro de formación de cosmonautas de Gagarin y completó un curso de formación en el marco del programa Intercosmos. Su vuelo con Vladimir Dzhanibekov en el Soyuz 39 como cosmonauta de investigación, lanzado el 22 de marzo de 1981, duró 7 días, 20 horas, 42 minutos, 3 segundos. Más tarde se convirtió en el director de un instituto científico en Ulán Bator y, finalmente, en el ministro de Defensa de Mongolia.
La Administración de Transporte Aéreo Civil, responsable de MIAT Mongolian Airlines, estaba afiliada a la fuerza aérea. Todos los pilotos de líneas aéreas tenían rangos militares y volaban aviones de transporte de fabricación soviética en misiones de fumigación de cultivos, patrullas contra incendios forestales y esteparios y ambulancias aéreas. A mediados de la década de 1960, la URSS ayudó a la República Popular de Mongolia a establecer un sistema de defensa aérea, que también estuvo estrechamente coordinado con las Fuerzas de Defensa Aérea Soviéticas.

### Desde 1989
Después del final de la Guerra Fría y el advenimiento de la Revolución Democrática, la fuerza aérea quedó efectivamente en tierra debido a la falta de combustible y repuestos. Debido a una completa falta de recursos, a partir de 2006, Mongolia no anticipó poder reformar su Fuerza Aérea en un futuro previsible. Sin embargo, dado que la defensa aérea es parte de la Fuerza Aérea, Estados Unidos perseguía elementos de línea de entrenamiento específicos en este campo, así como campos relacionados con el aire que pueden apoyar despliegues y operaciones de mantenimiento de la paz (por ejemplo, espacios para el curso básico para oficiales de la Rama de Artillería de Defensa Aérea del Ejército de los Estados Unidos, seguridad de la pista y planificación de carga).

### Fuerza aérea moderna
El gobierno ha estado tratando de revivir la fuerza aérea desde 2001. Las Fuerzas Armadas actuales mantienen un Comando de Defensa de las Fuerzas Aéreas (Агаарын довтолгооноос хамгаалах цэргийн командлал), bajo el mando del Estado Mayor. El país tiene el objetivo de desarrollar una fuerza aérea completa en el futuro.

## Unidades
- Unidad 303
- Unidad 337[7]

## Equipo
La decisión de Rusia de 2008 de proporcionar a Mongolia alrededor de 120 millones de dólares en armas convencionales y otros equipos militares, incluidos helicópteros de ataque MI-24 y posiblemente dos aviones de combate MiG-29, ha llamado la atención sobre la relación bilateral. Si bien los términos del acuerdo no estaban claros inicialmente, sería una combinación de subvenciones y préstamos a bajo interés.
En 2011, el Ministerio de Defensa anunció que compraría MiG-29 a Rusia a finales de año, pero esto no se materializó. De 2007 a 2011, se redujo la flota de MiG-21.
En octubre de 2012, el Ministerio de Defensa devolvió un Airbus A310-300 a MIAT Mongolian Airlines. En 2013, la Fuerza Aérea consideró comprar tres aviones Lockheed Martin C-130J, sin embargo, nunca se llegó a un acuerdo. Sin la ayuda rusa, el inventario de la fuerza aérea de Mongolia se ha reducido gradualmente a unos pocos Antonov An-24/26 y una docena de helicópteros Mi-24 y Mi-8 en condiciones de volar.
El 26 de noviembre de 2019, Rusia donó dos aviones de combate MiG-29 a Mongolia.

### Aeronaves
| Aeronave            | Origen              | Tipo                | Variante            | En servicio         | Nota                |                     |
| Aeronave de combate | Aeronave de combate | Aeronave de combate | Aeronave de combate | Aeronave de combate | Aeronave de combate | Aeronave de combate |
| ------------------- | ------------------- | ------------------- | ------------------- | ------------------- | ------------------- | ------------------- |
| Mikoyan MiG-29      | Rusia               | Caza                | Mig-29UB            | 6                   | Donado por Rusia    |                     |
| Transporte          |                     |                     |                     |                     |                     |                     |
| Antonov An-26       | Unión Soviética     | Transporte          |                     | 3                   |                     |                     |
| Helicóptero         |                     |                     |                     |                     |                     |                     |
| Mil Mi-8            | Unión Soviética     | Transporte          | Mi-8/171            | 6                   |                     |                     |

### Defensa aérea
| Nombre                      | Origen          | Tipo                           | En servicio | Nota                                  |     |     |
| SAM                         | SAM             | SAM                            | SAM         | SAM                                   | SAM | SAM |
| --------------------------- | --------------- | ------------------------------ | ----------- | ------------------------------------- | --- | --- |
| S-75 Dvina                  | Unión Soviética |                                |             |                                       |     |     |
| Pechora-2M                  | Rusia           |                                | 2           |                                       |     |     |
| 9K31 Strela-1               | Unión Soviética |                                |             |                                       |     |     |
| 9K32 Strela-2               | Unión Soviética | MANPADS                        | 250         | Recibieron 1250 del año 1971 al 1983. |     |     |
| Artillería de defensa aérea |                 |                                |             |                                       |     |     |
| ZSU-23-4                    | Unión Soviética | Cañón antiaéreo autopropulsado |             |                                       |     |     |
| ZPU-4/ZU-23-2/S-60          | Unión Soviética | Arma antiaérea                 | 150         |                                       |     |     |
| 61-K                        | Unión Soviética | Arma antiaérea                 |             |                                       |     |     |